# Wietnam na World Games 2017
Wietnam na World Games 2017 reprezentowany był przez sześcioro zawodników: Trzech mężczyzn i trzy kobiety, reprezentacja zdobyła jeden złoty medal, w końcowej klasyfikacji uplasowana została na 36. miejscu. 

## Reprezentanci

### Mężczyźni
| Zawodnik         | Dyscyplina          | Konkurencja        | Rezultat    |
| ---------------- | ------------------- | ------------------ | ----------- |
| Nguyễn Thành Lộc | Pływanie z płetwami | 100 metrów         | 7. miejsce  |
| Trần Quyết Chiến | Sporty bilardowe    | Karambol 3-bandowy | 5. miejsce  |
| Võ Văn Đài       | Boks tajski         | do 63,5 kg         | ćwierćfinał |

### Kobiety
| Zawodniczka       | Dyscyplina  | Konkurencja | Rezultat     |
| ----------------- | ----------- | ----------- | ------------ |
| Đào Thị Như Quỳnh | Jujitsu     | Duet        | faza grupowa |
| Trang Đào Lê Thu  | Jujitsu     | Duet        | faza grupowa |
| Bùi Yến Ly        | Boks tajski | do 51 kg    |              |